# Giuliano Cesarini (1398–1444)
Giuliano Cesarini (ur. 1398 w Rzymie, zm. 10 listopada 1444 pod Warną) – włoski kardynał (od 1426), legat papieski na Węgrzech.

## Życiorys
Pochodził z rzymskiej rodziny szlacheckiej. Studiował w Padwie, a następnie wszedł w skład kurii rzymskiej. Od 1425 do 1426 był jej posłem dyplomatycznym we Francji i w Anglii. W 1426 został mianowany kardynałem przez papieża Marcina V. Wysoko ceniony przez sobie współczesnych, pełnił funkcję przewodniczącego podczas obrad soboru w Bazylei (1431), w Ferrarze i we Florencji (1438-1439). Był zaangażowany w walkę z koncyliaryzmem.
Był administratorem diecezji Grosseto (od 6 lutego 1439 do 7 marca 1444) oraz Tarentu (19 grudnia 1439 do 7 marca 1444), protektorem zakonu franciszkanów (od 1438), archiprezbiterem bazyliki watykańskiej (od 1439) oraz penitencjariuszem większym (od 23 maja 1443) i kardynałem-biskupem Tusculum (od 7 marca 1444).
W 1431 Marcin V wysłał go do Niemiec z misją zorganizowania krucjaty przeciw husytom. Zakończyła się ona klęską pod Domažlicami. Po soborze we Florencji Cesarini został wysłany jako legat papieża Eugeniusza IV na Węgry, aby wspierać tam narodową krucjatę przeciwko Turkom. Sprzeciwiał się zawarciu pokoju pomiędzy królem Władysławem a sułtanem Muradem II. Skłonił króla Polski i Węgier do ataku, co w rezultacie zakończyło się klęską wojsk chrześcijańskich pod Warną. Król poległ w czasie bitwy, a Cesarini zginął w trakcie ucieczki.